# Burgess Gardner
Burgess Gardner (* 12. April 1936; † 20. November 2021) war ein US-amerikanischer Jazz- und Rhythm-&-Blues-Musiker (Trompete, Arrangement).

## Leben und Wirken
Burgess Gardner hat im Lauf seiner Karriere mit vielen Jazzmusikern wie Count Basie, Woody Herman, Horace Silver, Louie Bellson und Ray Charles (Sweet and Sour Tears, 1964) gespielt. Er tourte auch mit Künstlern wie Nancy Wilson, Sammy Davis Jr., Etta James, Lou Rawls und Sarah Vaughan. Des Weiteren hatte er eine erfolgreiche Solokarriere und leitete sein eigenes 18-köpfiges Orchester, mit dem er bis in die 2000er-Jahre regelmäßig in Chicago auftrat. Außerdem produzierte, arrangierte er und nahm mit verschiedenen Künstlern für die Label Chess, Checker und Cadet Records auf, darunter mit Odell Brown, The Dells, Freddy Robinson, King Kolax, Koko Taylor, B. B. King und Fontella Bass.
Unter eigenem Namen legte Gardner & The Soul Crusaders 1970 die Soul/Funk-Single „Think About It“ vor; ein eigenes Album erschien 1983 auf MCA Records. 1974 wirkte er auch bei Aufnahmen von Eddie Harris (Sings the Blues) mit, 1999 mit seinem Orchester bei einem Tributalbum für Duke Ellington (Going Home). Im Bereich des Jazz war er laut Tom Lord zwischen 1964 und 2007 an 17 Aufnahmesessions beteiligt. Gardner nahm 2007 noch mit seiner Formation  Well-Oiled Jazz Machine das Album Cabbage Juice auf.
Gardner war viele Jahre im öffentlichen Schulsystem von Chicago als Musikpädagoge tätig. Burgess Gardner ist der Vater des Posaunisten Vincent Gardner (* 1972) und des Trompeters Derrick Gardner (* 1965).

## Diskographische Hinweise
- Burgess Gardner: Music - Year 2000 (MCA Records, 1983)